# Țepeș Vodă (okręg Braiła)
Țepeș Vodă – wieś w Rumunii, w okręgu Braiła, w gminie Movila Miresii. W 2011 roku liczyła 883 mieszkańców.